# مطار كييف جولياني الدولي
مطار كييف جولياني (بالأوكرانية: Міжнародний аеропорт «Київ» імені Ігоря Сікорського (Жуляни))‏(إياتا: IEV، إيكاو: UKKK) هو مطار دولي يخدم مدينة كييف عاصمة أوكرانيا.

## شركات الطيران والوجهات
كانت شركات الطيران التالية قد شغلت رحلات منتظمة وموسمية وعارضة من وإلى مطار كييف الدولي (جولياني) قبل تعليق جميع الرحلات في 24 فبراير 2022 إلى أجل غير مسمى بسبب الغزو الروسي لأوكرانيا:
| شركـات طيـران             | الوجهات                                                               |
| ------------------------- | --------------------------------------------------------------------- |
| خطوط لوت الجوية البولندية | مطار وارسو فريدريك شوبان                                              |
| Motor Sich Airlines       | مطار لفيف الدولي، Mykolaiv، مطار أوديسا الدولي، مطار زاباروجيا الدولي |
| خطوط بيغاسوس              | موسمي: مطار دالامان                                                   |

## الإحصائيات

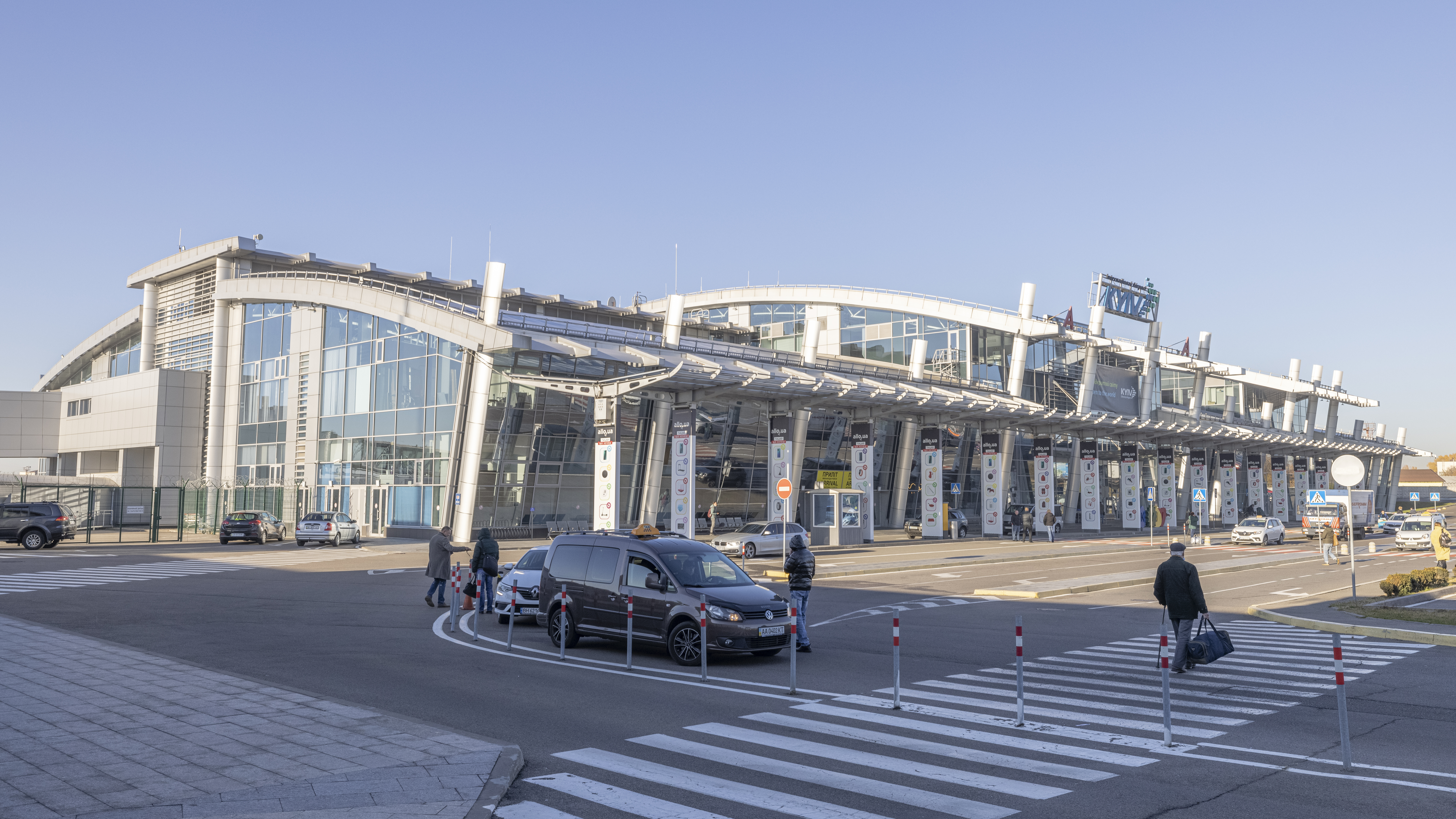
مبنى المطار

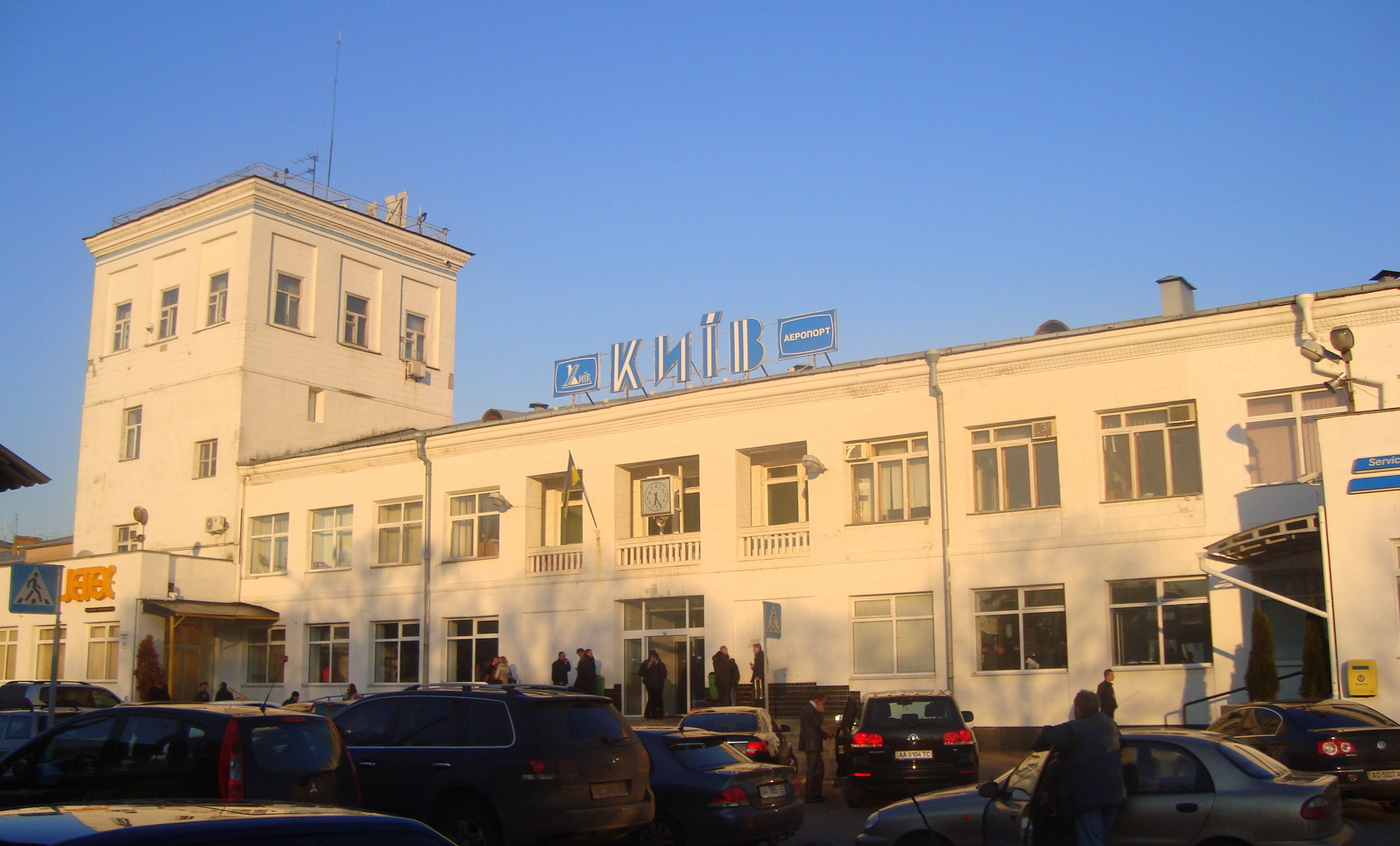
كانت محطة الركاب الأصلية السوفيتية المحطة المحلية حتى منتصف عام 2013.

شاهد source Wikidata query and sources.
| السنة | الركاب    | التغير  |
| ----- | --------- | ------- |
| 2002  | 258,800   | –       |
| 2016  | 1,127,500 | ▲019.4% |
| 2017  | 1,851,700 | ▲067.3% |
| 2018  | 2,812,300 | ▲051.9% |
| 2019  | 2,617,900 | ▼06.9%  |
| 2020  | 690,300   | ▼073.6% |